# Vila under flykten till Egypten
Vila under flykten till Egypten är ett vanligt motiv i kristen konst. På 1400-talet blev det populärt att avbilda den heliga familjen i vila under flykten till Egypten även om ingen sådan nämns i de kanoniska evangelierna. 

## Målningar med motivet
- Vila under flykten till Egypten (Bordone) – målning av Paris Bordone från cirka 1530
- Vila under flykten till Egypten (Caravaggio) – målning av Caravaggio från cirka 1597
- Vila under flykten till Egypten (Carracci) – målning av Annibale Carracci från cirka 1604
- Vila under flykten till Egypten (Cima) – målning av Cima da Conegliano från cirka 1496–1498
- Vila under flykten till Egypten med Franciskus av Assisi – målning av Correggio från cirka 1520
- Vila under flykten till Egypten (Cranach) – målning av Lucas Cranach den äldre från 1504
- Vila under flykten till Egypten (David) – flera målningar av Gerard David från 1515
- Vila under flykten till Egypten (van Dyck) – målning av Anthonis van Dyck från 1630
- Vila under flykten till Egypten (Mola) – målning av Pier Francesco Mola från 1640-talet
- Vila under flykten till Egypten (Murillo) – målning av Bartolomé Esteban Murillo från cirka 1665
- Vila under flykten till Egypten (Patinir) – målning av Joachim Patinir från cirka 1515
- Landskap med vila under flykten till Egypten – målning av Rembrandt från 1647
- Vila under flykten till Egypten (Tizian) – målning av Tizian från cirka 1512

## Bildgalleri

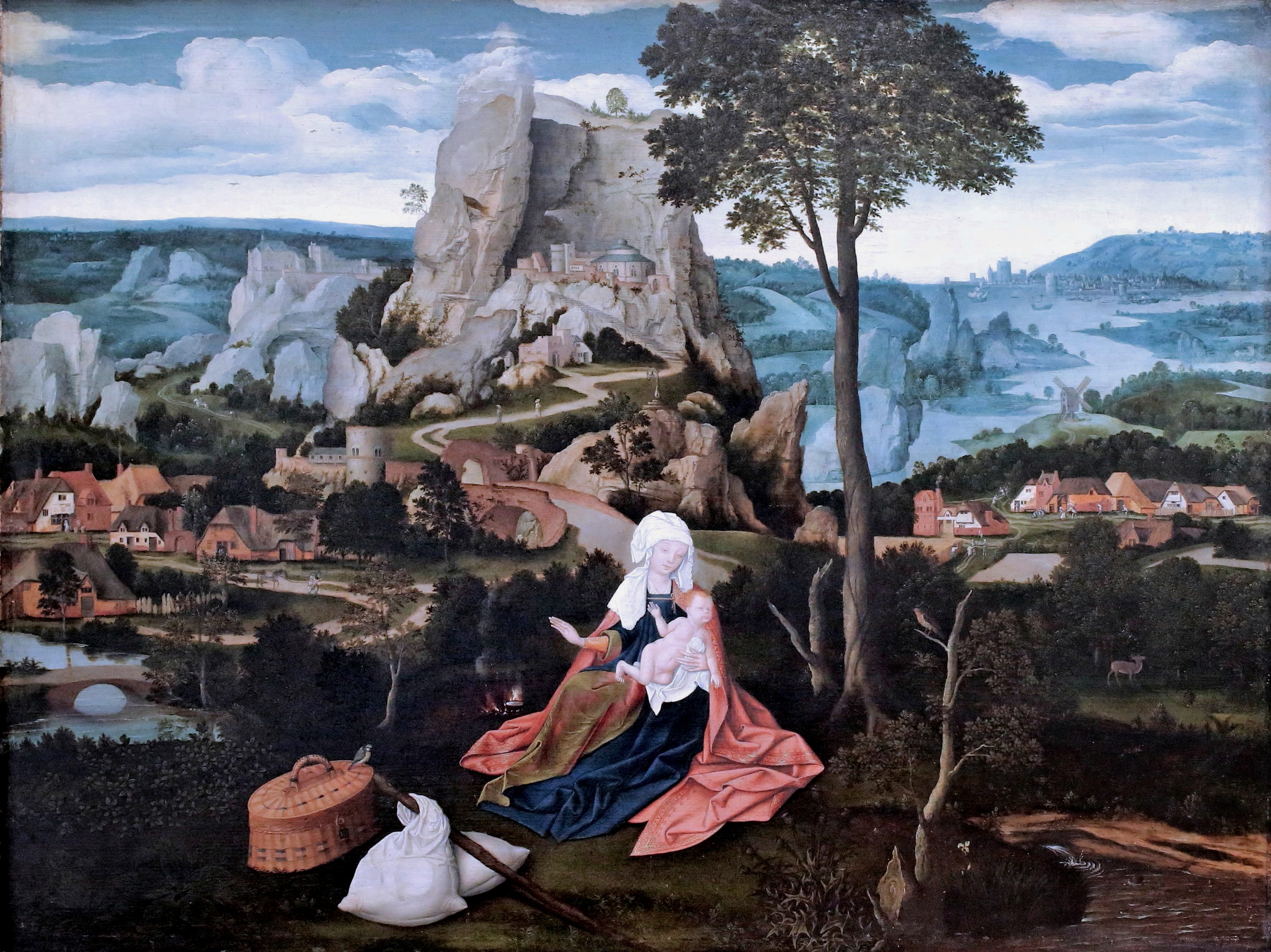
Joachim Patinirs Vila under flykten till Egypten (cirka 1515), Gemäldegalerie.
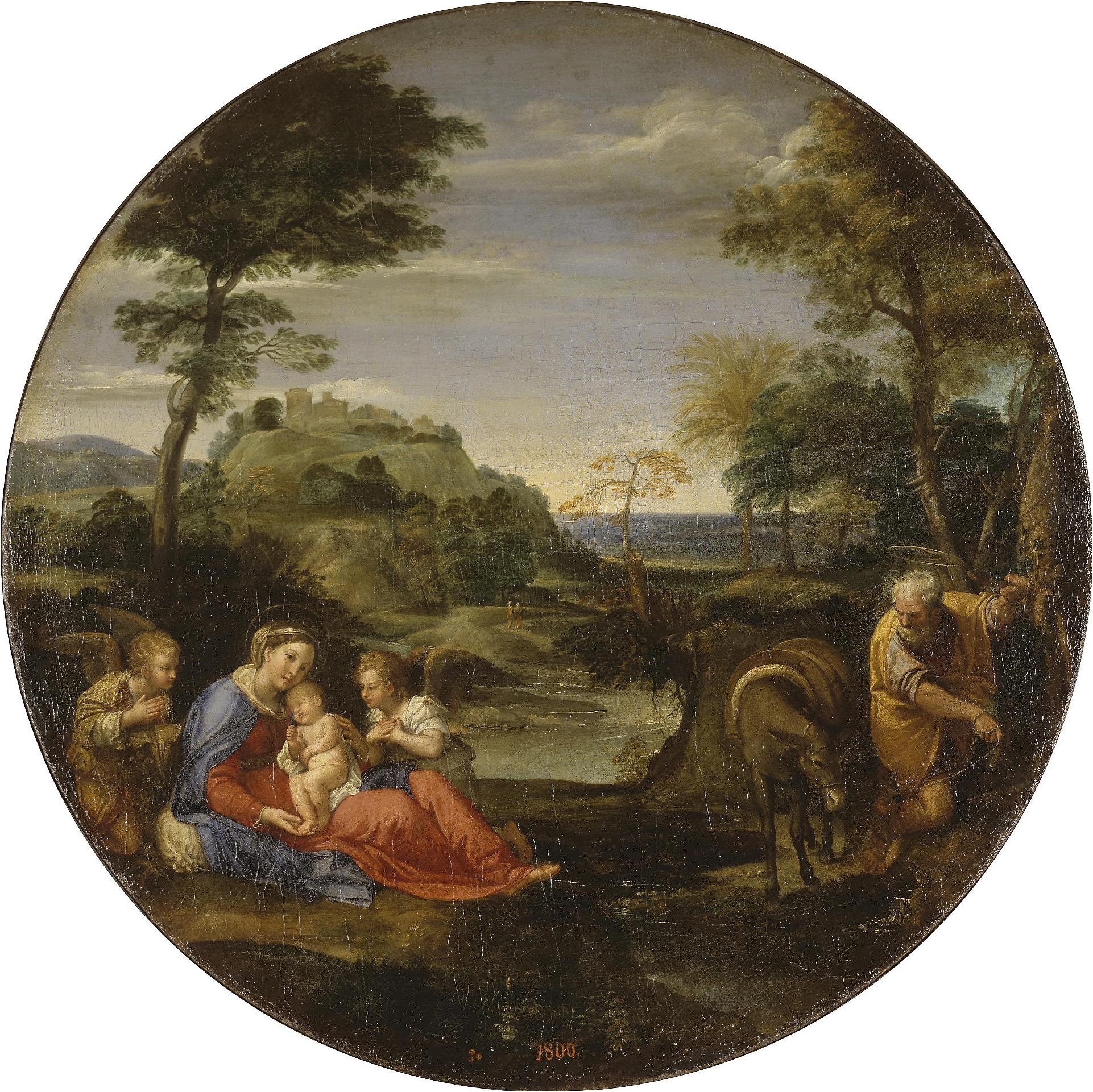
Annibale Carraccis Vila under flykten till Egypten (cirka 1604), Eremitaget.
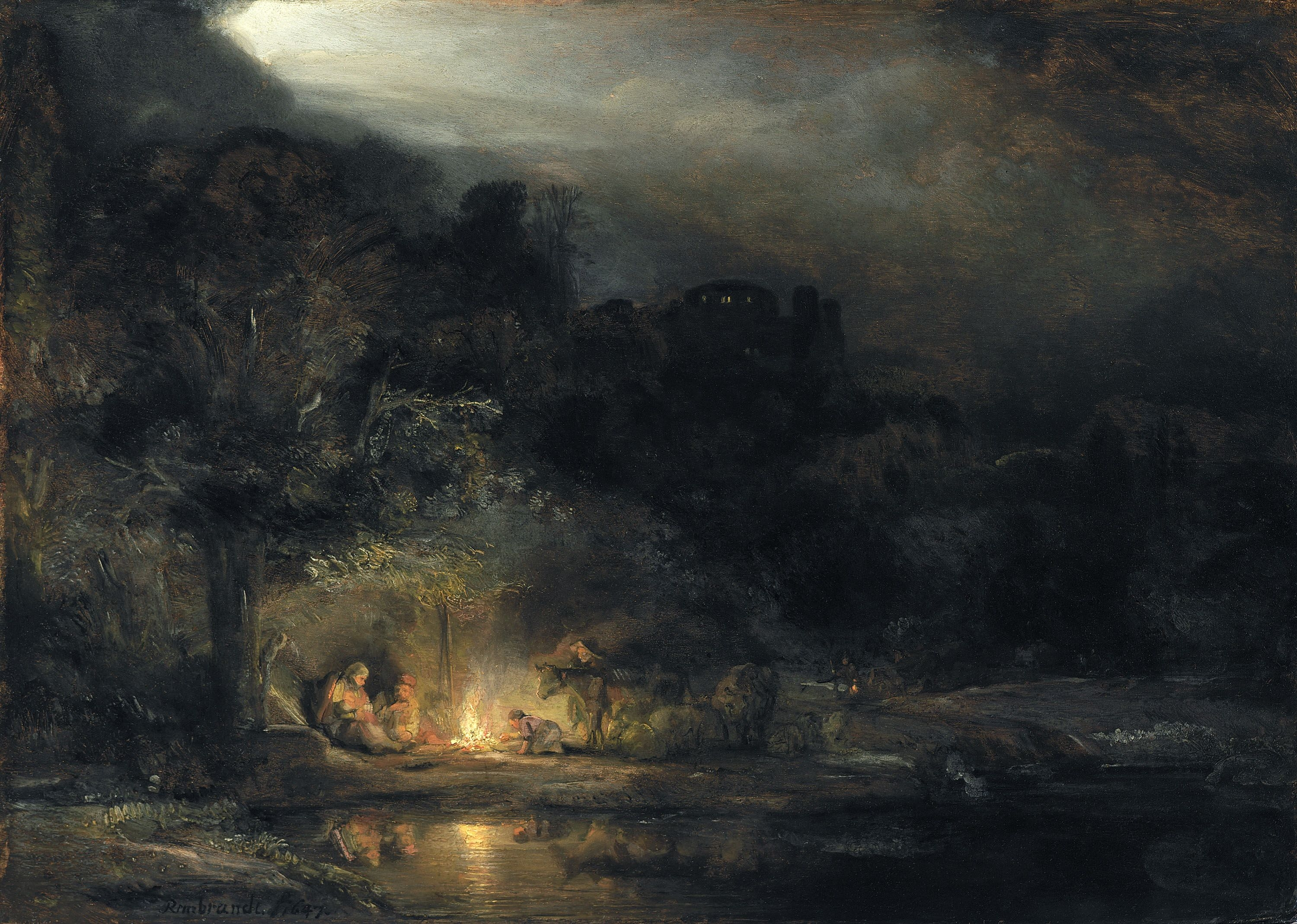
Rembrandts Landskap med vila under flykten till Egypten (1647), National Gallery of Ireland.
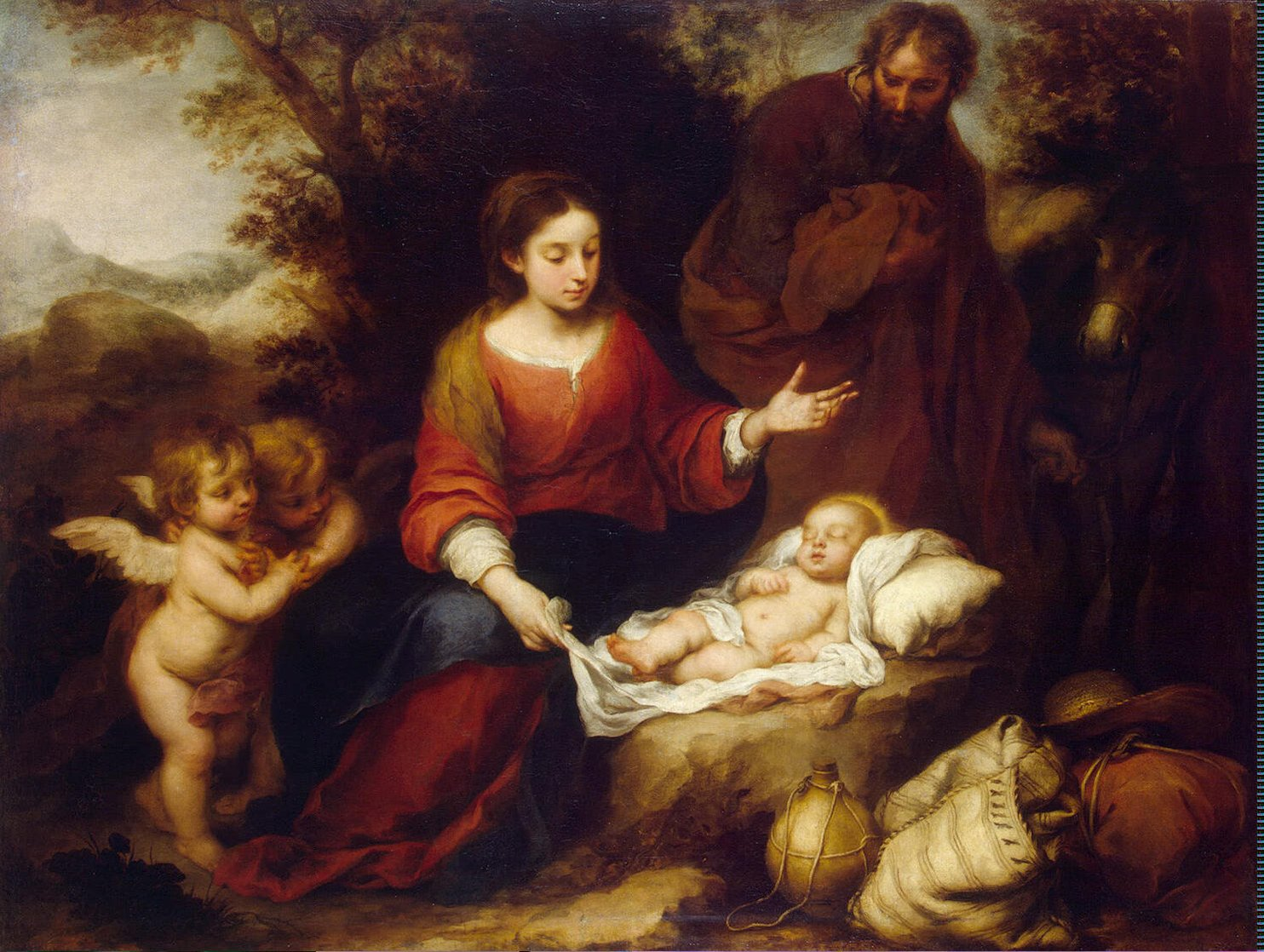
Bartolomé Esteban Murillos Vila under flykten till Egypten (cirka 1655), Eremitaget.
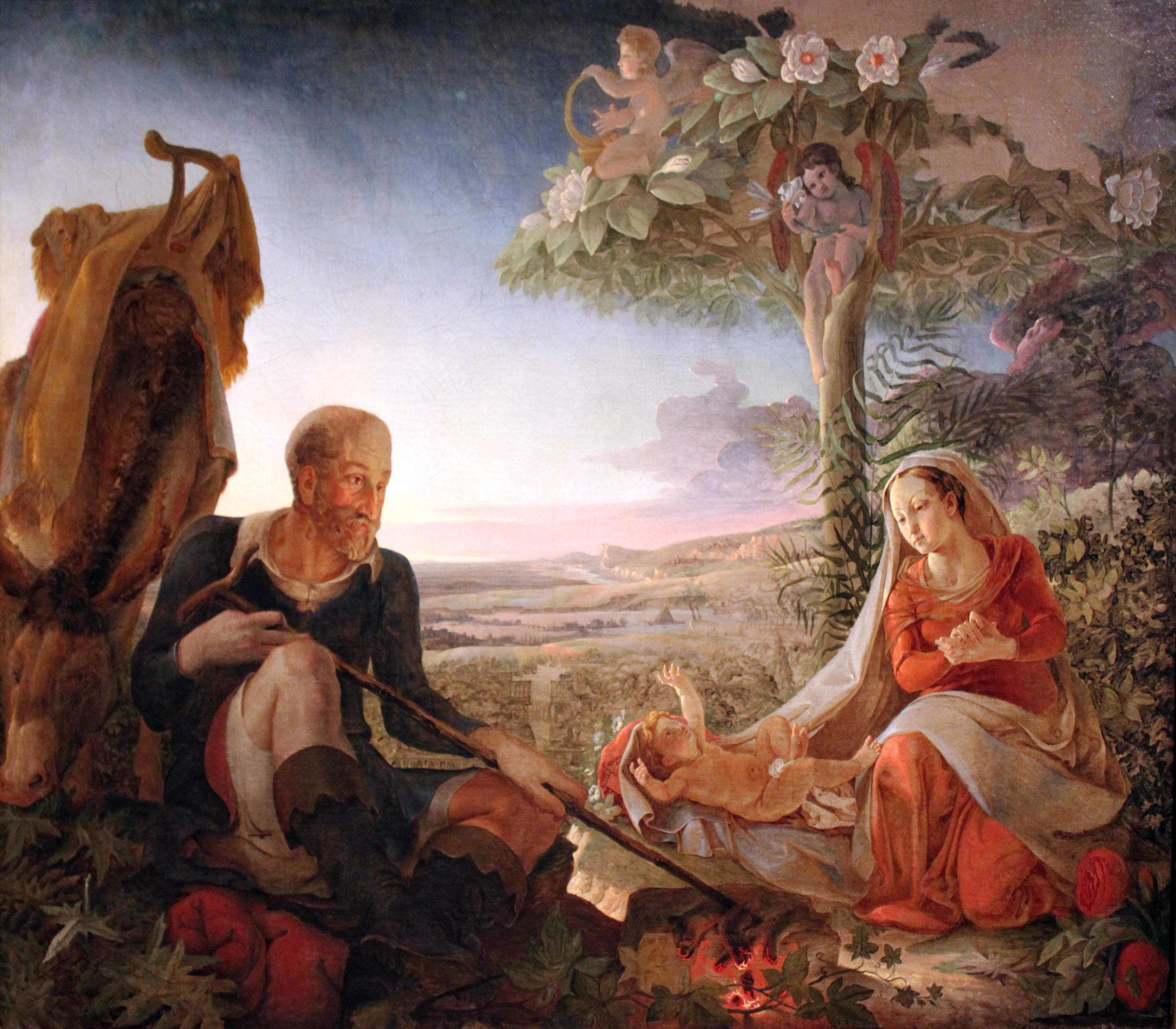
Philipp Otto Runges Vila under flykten till Egypten (1805–1806), Hamburger Kunsthalle.